# Piotr Breś
Piotr Paweł Breś (ur. 12 marca 1980 w Janowie Lubelskim) – polski samorządowiec i przedsiębiorca, od 2024 wicemarszałek województwa lubelskiego.

## Życiorys
Absolwent elektrotechniki na Wydziale Elektrycznym Politechniki Lubelskiej. Kształcił się podyplomowo w zakresie zarządzania zasobami ludzkimi w Szkole Głównej Handlowej i na studiach typu MBA na Politechnice Lubelskiej. Zajmował się prowadzeniem wraz ze wspólnikiem kilku lokali gastronomicznych i spółki w tej branży. W 2021 został dyrektorem lubelskiego oddziału Totalizatora Sportowego. Zasiadł w radzie nadzorczej Lubelskiego Węgla „Bogdanka” i radzie programowej Polskiego Radia Lublin.
Wstąpił do Prawa i Sprawiedliwości, w 2022 został pełnomocnikiem okręgowym partii. W 2014 i 2018 wybierany do rady miejskiej Lublina, kierował klubem radnych PiS. W 2024 uzyskał mandat radnego sejmiku lubelskiego. 13 maja 2024 wybrany na stanowisko wicemarszałka województwa lubelskiego.